# Marc Vallendar

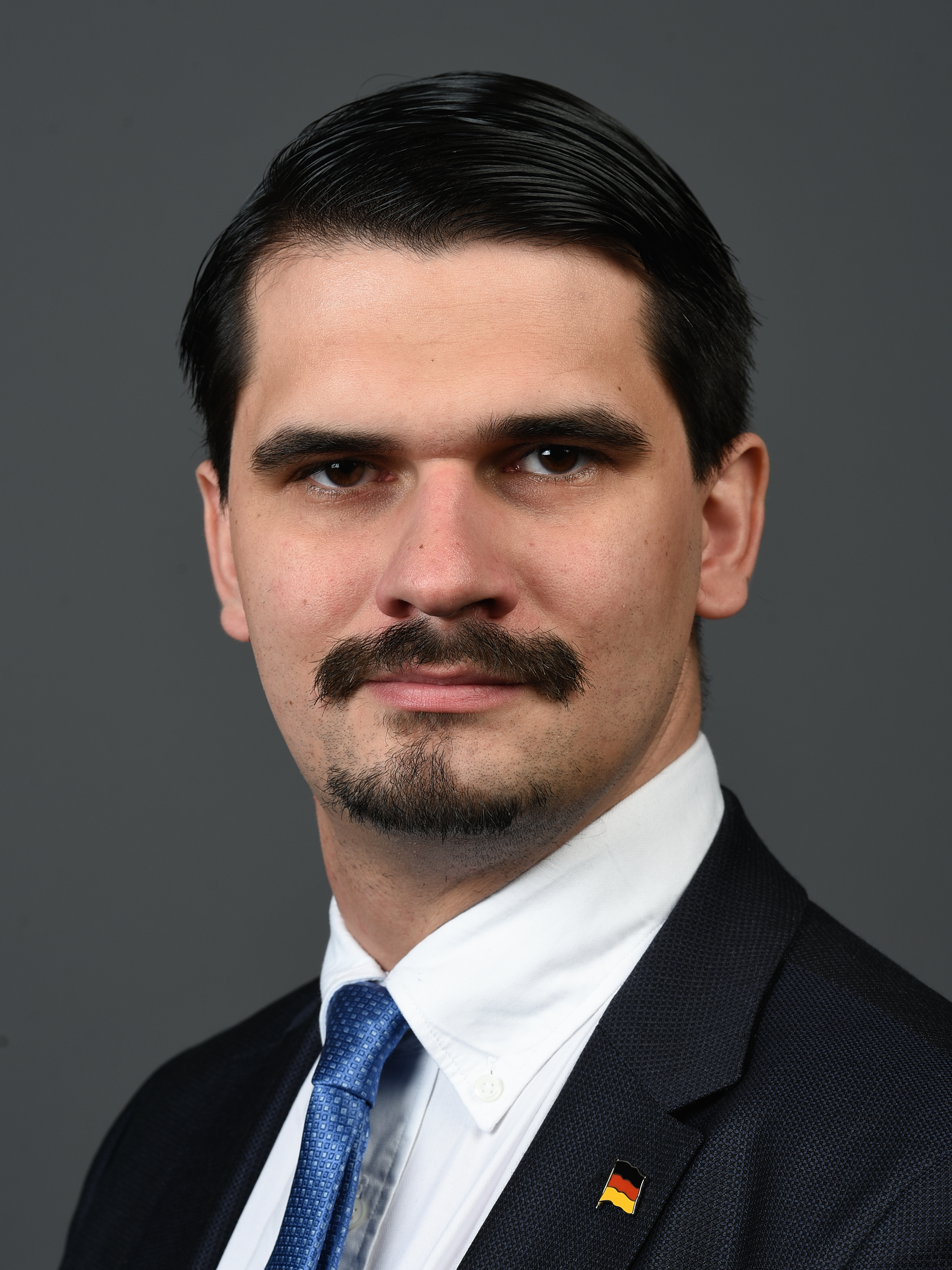
Marc Vallendar, 2017

Marc Vallendar (* 28. Juni 1986 in Münster) ist ein deutscher Politiker der Alternative für Deutschland (AfD).

## Leben
Von 1998 bis 2005 besuchte Vallendar die Dreilinden-Oberschule in Berlin. Von 2005 bis 2007 war er zunächst Reserveoffizieranwärter bei der Bundeswehr mit Ausbildung zum Transportoffizier und ist mit dem Dienstgrad eines Fähnrich ROA (Reserveoffizieranwärter) aus dem aktiven Dienst ausgeschieden.
Marc Vallendar studierte Rechtswissenschaften an der Universität Potsdam. Er ist Mitglied der Burschenschaft Obotritia zu Berlin. Seit 2015 ist er als Rechtsanwalt in Berlin tätig. Vallendar war zunächst von 2007 bis 2013 Mitglied der FDP. 2013 trat er zur AfD über. Nach der Wahl zum Abgeordnetenhaus von Berlin 2016 zog er in das Abgeordnetenhaus von Berlin ein. Bei der Abgeordnetenhauswahl 2021 und der Wiederholungswahl 2023 konnte er seinen Sitz im Abgeordnetenhaus verteidigen.
Marc Vallendar ist Sohn des ehemaligen Richters am Bundesverwaltungsgericht Willi Vallendar.